# Born to Ride
Born to Ride е американски екшън филм от 1991 г. на режисьора Греъм Бейкър, по сценарий на Майкъл Пардридж и Джанис Хики, и участват Джон Стеймос, Джон Стокуел и Тери Поло. Премиерата на филма се състои в Съединените щати на 3 май 1991 г.